# Bjarne Pettersen
Bjarne Pettersen (Oslo, 8 de junho de 1891 — Porsgrunn, 14 de dezembro de 1983) foi um ginasta norueguês que competiu em provas de ginástica artística pela nação.
Pettersen é o detentor de uma medalha olímpica, conquistada na edição de 1912, nos Jogos de Estocolmo. Na ocasião, foi o medalhista de ouro da prova coletiva de sistema livre ao lado de seus 23 companheiros de equipe, quando superou as nações da Finlândia e Dinamarca, prata e bronze respectivamente.